# Conorhynchos conirostris
Conorhynchos conirostris — єдиний вид роду Conorhynchos родини Пласкоголові соми (Pimelodidae) ряду сомоподібних. Разом з тим частина дослідників відносить цей рід до родини Арієві, інші лишають його поза загальної системи й відповідно родин. При цьому відносять до надродини Pimelodoidea. Наукова назва походить від латинського слова conicus, тобто «конус», та грецького rhungchos — морда. Інша назва «сом-мурохоїд».

## Опис
Загальна довжина досягає 53,5 см (є відомості стосовно розмірів у 1 м, але не певні) при вазі 13 кг. Голова конусоподібна, дещо сплощена. Очі маленькі. Є 3 пари коротких вусів. Губи товсті, зморшкуваті, що можуть розтягуватися і згортатися в залежності від стану цього сома (спокій або агресія). Верхня щелепа трохи більша. На зябрових тичинках є численні щільні шипи, що перетинаються, утворюючи на кшталт фільтру. Тулуб широкий. Спинний плавець помірно високий, з 1 гострим променем, інші 5 — м'які. Грудні плавці широкі. Черевні плавці маленькі. Жировий плавець крихітний. Анальний плавець низький, доволі довгий. Хвостовий плавець не дуже довгий, широкий, з виїмкою.
Забарвлення сріблясте, черево білувате. Спинний плавець та спина синюваті, інші плавці — блідо-рожевого кольору.

## Спосіб життя
Воліє до тропічних прісних вод. Є демерсальною рибою. Активні у присмерку. Значну частину життя проводить біля дна. Живиться переважно молюсками, личинками комах і дрібними ракоподібними.
Є об'єктом комерційного рибальства.

## Розповсюдження
Є ендеміком річки Сан-Франсиску (Бразилія), її приток Дас-Верхас й Кіпо.